# Прага-схід

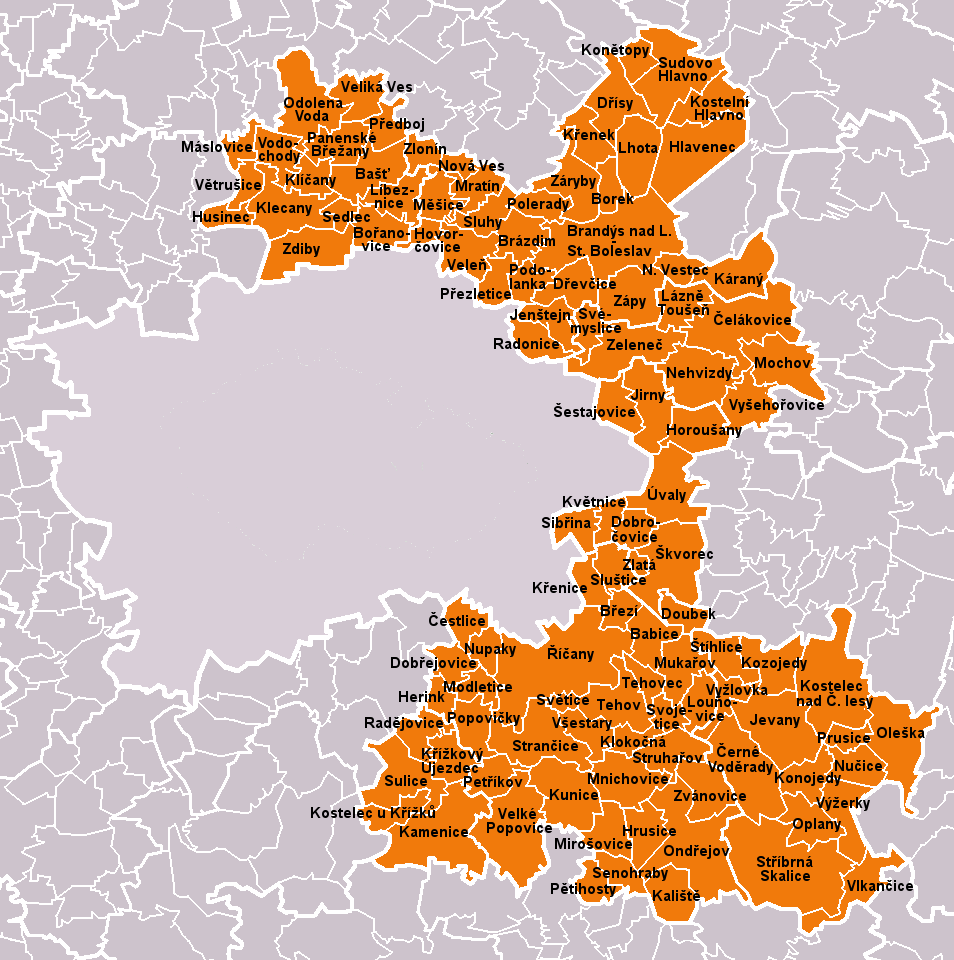
Прага-схід на карті краю

Пра́га-схід (чеськ. Okres Praha-východ) — один з 12 районів Середньочеського краю Чехії з адміністративним центром у місті Прага (в склад району не входить). Площа району — 754.91 кв. км, населення — 139 828 осіб. На території району є 110 населених пунктів, серед яких 8 міст і 4 містечка.

## Географія
Розташований у центрі краю. Межує на заході з Прагою і районом Прага-захід, на півдні з районом Бенешов, на південному сході з районом Колин, на сході з районом Німбурк, на північному сході з районом Млада-Болеслав і на півночі з районом Мельник.

## Міста і населення
Дані на 2010 рік:
| Всього          | Жінок            | Чоловіків        |
| --------------- | ---------------- | ---------------- |
| 139 828 (100 %) | 70 393 (50,34 %) | 69 435 (49,66 %) |

Середня густота — 185 чол./км²; 45,08 % населення живе у містах.

### Міста
| Місто                            | Населення |
| -------------------------------- | --------- |
| Брандис-над-Лабем-Стара-Болеслав | 17 689    |
| Ржичани                          | 13 769    |
| Челаковице                       | 11 629    |
| Ували                            | 5 958     |
| Одолена-Вода                     | 5 522     |
| Костелец-над-Черними-Леси        | 3 622     |
| Мниховице                        | 3 171     |
| Клецани                          | 2 611     |

### Населені пункти
| Назва       | Населення |
| ----------- | --------- |
| Башть       | 1 382     |
| Боржановице | 700       |
| Браздим     | 670       |
| Бабице      | 669       |
| Борек       | 253       |

## Інфраструктура
На території району знаходиться 58 дитячих садків, 37 початкових школ, 5 гімназий, 3 лікарні і 18 аптек.